# کبوزون
کبوزون (انگلیسی: Kebuzone) یا کتوفنیل‌بوتازون یک داروی ضد التهابی غیر استروئیدی (NSAID) است که برای درمان بیماری‌های التهابی مانند ترومبوفلبیت و روماتیسم مفصلی (RA) به کار می‌رود.